# Port Laoise
Port Laoise (také Portlaoise nebo Portlaoighise) je město ve středním Irsku, které je správním centrem Hrabství Laois. Leží na vysočině Slieve Bloom a protéká jím řeka Triogue. Žije v něm okolo 22 000 obyvatel a přírůstek obyvatelstva okolo dvou procent ročně patří k nejvyšším v Irsku.
Město bylo založeno Angličany v roce 1557 a podle vládnoucí královny Marie I. Tudorovny bylo pojmenováno Maryborough. V roce 1929 dostalo irský název Portlaoighise (Pevnost Laoisových potomků).
Port Laoise je průmyslové město s mlýnem a továrnami na přízi, pneumatiky a tenisové míčky. Dopravní obslužnost je dobrá zásluhou dálnice M7 i železniční trati z Dublinu do Corku.
Nedaleko města se nachází středověký hrad Dunamase. Port Laoise je také známé díky jedné z nejstarších a největších věznic v Irsku, kde byli často internováni příslušníci Irské republikánské armády.
Narodil se zde herec Robert Sheehan.